# Shin Doo-sun
Shin Doo-sun (* 9. Mai 1976 in Chumunjin) ist ein ehemaliger südkoreanischer Skilangläufer.

## Werdegang
Shin startete international erstmals bei den Winter-Asienspielen 1996 in Harbin und belegte dort den 15. Platz über 10 km klassisch und den 14. Rang über 15 km Freistil. Im folgenden Jahr errang er bei der Winter-Universiade in Muju den 68. Platz über 15 km klassisch und den 42. Platz über 30 km Freistil und bei den nordischen Skiweltmeisterschaften 1997 in Trondheim den 97. Platz über 10 km klassisch und den 66. Platz über 30 km Freistil. Bei den Olympischen Winterspielen 1998 in Nagano kam er auf den 61. Platz über 50 km Freistil und auf den 20. Platz zusammen mit Park Byung-Chul, Ahn Jin-Soo und Park Byung-Joo in der Staffel. In der Saison 1998/99 lief er bei den nordischen Skiweltmeisterschaften 1999 in Ramsau am Dachstein auf den 80. Platz über 10 km klassisch, auf den 70. Rang über 30 km Freistil und auf den 67. Platz in der Verfolgung und holte bei den Winter-Asienspielen in Gangwon die Bronzemedaille mit der Staffel. Zudem errang er dort den 11. Platz über 30 km Freistil. Bei den Olympischen Winterspielen 2002 in Salt Lake City kam er auf den 62. Platz im Skiathlon, auf den 59. Rang im 30-km-Massenstartrennen und auf den 56. Platz im Sprint. Bei den Winter-Asienspielen im folgenden Jahr in der Präfektur Aomori belegte er den 14. Platz über 10 km klassisch, den 11. Rang über 15 km Freistil und den vierten Platz mit der Staffel. Seine letzten internationalen Rennen absolvierte er im Januar 2007 bei den Winter-Asienspielen in Changchun und errang dabei den 15. Platz im Sprint und den neunten Platz über 30 km Freistil.

## Teilnahmen an Weltmeisterschaften und Olympischen Winterspielen

### Olympische Spiele
- 1998 Nagano: 20. Platz Staffel, 61. Platz 50 km Freistil
- 2002 Salt Lake City: 56. Platz Sprint Freistil, 59. Platz 30 km Freistil Massenstart, 62. Platz 20 km Skiathlon

### Nordische Skiweltmeisterschaften
- 1997 Trondheim: 66. Platz 30 km Freistil, 97. Platz 10 km klassisch
- 1999 Ramsau:  67. Platz 15 km Verfolgung Freistil, 70. Platz 30 km Freistil, 80. Platz 10 km klassisch